# Station Hack (aéronautique)
Un Station hack, dans le jargon de la Royal Air Force, est un avion utilitaire affecté à une base aérienne ou un escadron de la RAF (qui vole habituellement sur un autre type d'aéronef), et utilisé pour des tâches ordinaires, y compris la livraison ou la collecte de personnel sur d'autres aérodromes, celle de pièces de rechange, de matériel ou de documents ; des activités qui ne seraient pas considérées comme tactiques ni stratégiques, et pour lesquelles de plus gros avions de transport peuvent être exploités à partir de la même base aérienne.
Le terme est dérivé de l'équitation et désigne un cheval utilisé par les cavaliers pour tous les jours, pour une monte ordinaire, par opposition à ceux utilisés pour la compétition.